# Luís Caldas
Luís Vieria Caldas (ur. 17 grudnia 1926 w Lizbonie, zm. 30 czerwca 2012 tamże) – portugalski zapaśnik walczący w stylu klasycznym. Olimpijczyk z Rzymu 1960, gdzie zajął 21. miejsce w kategorii do 79 kg.
Członek ekipy olimpijskiej w latach 1968 – 1980, działacz sportowy roku.

## Letnie Igrzyska Olimpijskie 1960
| Konkurencja          | Rundy eliminacyjne     | Rundy eliminacyjne         | Klas. końcowa |
| Konkurencja          | Przeciwnik I           | Przeciwnik II              | Miejsce       |
| -------------------- | ---------------------- | -------------------------- | ------------- |
| 79 kg styl klasyczny | Dimityr Dobrew (BGR) P | Leopold Israelsson (SWE) P | 21.           |

Po zakończeniu kariery sportowej został sędzią w zawodach zapaśniczych oraz komentatorem sportowym.